# Vijf rassen binnen één eenheid
Vijf rassen binnen één eenheid was een van de belangrijkste principes van de Republiek China tussen 1911 en 1928. Het principe benadrukte de harmonie tussen de belangrijkste etnische groepen in China, zoals vertegenwoordigd door de banen van de toenmalige vijfkleurige vlag van China: rood voor de Han-Chinezen, geel voor de Mantsjoe, blauw voor de Mongolen, wit voor de Hui en Oeigoeren, en zwart voor de Tibetanen.
Een vijfkleurige vlag was ook in gebruik bij het Keizerrijk China, dat van 1915 tot 1916 voor 83 dagen bestond. Het principe van de vijf rassen binnen één eenheid werd naar de achtergrond verdrongen toen de Kwomintang in 1928 de macht kreeg in China. In dat jaar werd ook de Chinese vlag aangepast naar het ontwerp van de huidige vlag van de Republiek China.
Overigens werden vijfkleurige vlaggen opnieuw aangenomen door vazalstaten van het Japans Keizerrijk ten tijde van de Tweede Chinees-Japanse Oorlog, wetende Mantsjoekwo, de Autonome Regering van Oost-Hebei, de Voorlopige Regering van de Republiek China en de Hervormde Regering van de Republiek China. In het pro-Japanse Mengjiang waren vierkleurige vlaggen in gebruik, zonder de zwarte baan.

## Galerij

### China

Nationale vlag, 1912–1928 (hergebruikt door de Voorlopige Regering en Oost-Hebei, 1935–1940)
Beiyang-leger insigne, 1912–1928
Nationale vlag van het Keizerrijk China, 1915–1916
Variant vlag van het Keizerrijk China, 1915–1916
Luchtmacht roundel, 1920–1921
Vlag van de Hervormde Regering, 1938–1940
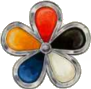
Hervormde Regeringsleger insigne, 1938–1940
Voorgestelde vlag van de Volksrepubliek China, augustus 1949

### Binnen-Mantsjoerije

Mantsjoerije Luchtvaartmaatschappij roundel, 1931–1945
Opperste Administratieve Raad van het Noordoosten banier, 1932
Vlag van Mantsjoekwo, 1932–1945
Oorlogsvlag van Mantsjoekwo, 1932–1945
Mantsjoekwo-leger insigne, 1932–1945
Mantsjoekwo-luchtmacht roundel, 1937–1945

### Binnen-Mongolië

Mongoolse Militaire Regeringsbanier, 1936–1937
Mongoolse Verenigde Autonome Regeringsbanier, 1937–1939
Autonome Regering van Zuid-Chahar banier, 1937–1939
Autonome Regering van Noord-Shanxi banier, 1937–1939
Vlag van Mengjiang, 1939–1945